# Rio Quente
Rio Quente là một đô thị thuộc bang Goiás, Brasil. Đô thị này có diện tích 256,739 km², dân số năm 2007 là 3028 người, mật độ 11,8 người/km².